# تسرهنیتسه
تسرهنیتسه (به چکی: Cerhenice) یک منطقهٔ مسکونی در جمهوری چک است که در ناحیه کولین واقع شده‌است. تسرهنیتسه ۱۰٫۶۳ کیلومتر مربع مساحت و ۱٬۶۲۸ نفر جمعیت دارد و ۲۰۹ متر بالاتر از سطح دریا واقع شده‌است.